# Языки побережья острова Малекулы
Языки побережья острова Малекулы — ветвь северно-центрально-вануатских языков, распространённых в прибрежных районах острова Малекулы в Вануату.
В группу языков побережья острова Малекулы включают 14 языков: аксамб, аулуа, банам-бей, вао, малуа-бей, маскелинес, маэ, мпотоворо, нахаай, нахавак, порт-сэндвич, ререп, унуа, урипив-вала-рано-атчин.